# Liberal Demòcrates (Regne Unit)
Els Liberal Demòcrates són un partit polític britànic format el 1988 de la unió del Partit Liberal i del Partit Socialdemòcrata. El seu cap és Vince Cable. Són el tercer partit en disputa, i tenen 12 diputats a Westminster i governaren en coalició amb els laboristes a Gal·les i a Escòcia de 1999 a 2003.

## Ideologia
Defensen el social-liberalisme i afirmen que l'Estat no ha d'intervenir en els afers personals, de manera que critiquen «estat mainadera» (nanny state) seguint les idees de John Stuart Mill al seu llibre On Liberty, on es pronuncia per la llibertat positiva. Es posicionaren en contra de la guerra de l'Irak i són favorables a les energies alternatives, exigeixen una reforma electoral a un sistema proporcional, transformar la Cambra dels Lords en assemblea electiva, i reduir departaments ministerials. També defensen la descentralització, l'estat del benestar i la imposició progressiva. Es defineix com a liberal de centreesquerra.

## Història
Fou fundat el 1988 de la unió del Partit Liberal descendent del Partit Whig, que havien caigut a la tercera força política des de 1922, i el Partit Socialdemòcrata, una escissió dels laboristes de 1980 quan adoptaren una línia dura del laborisme. Ambdós partits s'adonaren que no hi havia espai polític per a dos partits de centre, i per això els seus dos caps, el liberal David Steel i el social-demòcrata Roy Jenkins redactaren un manifest que els serví d'aliança per a eleccions de 1983 i 1987.
Degut a l'èxit, el 1988 s'uniren en un sol partit (acord Steel-Robert Maclennan) i adoptaren el nom Social and Liberal Democrats, després The Democrats i finalment Liberal Democrats. Fou nomenat líder Paddy Ashdown, qui detindrà el càrrec fins al 1999.
El començament fou difícil. A les eleccions europees de 1989 els Verds els deixaren en quart lloc, però a les legislatives de 1992 va treure el 17,8% dels vots i 20 escons, i a les de 1997 en va treure 46, gràcies a la concentració tàctica del vot. Volien proposar pacte als laboristes, però Tony Blair guanyà amb majoria absoluta i no fou possible.
El 1999 dimití Ashdown i fou substituït per Charles Kennedy, cap fins al 2006. A les legislatives de 2001 augmentà el seu vot al 18,3% i obtingueren 52 escons, i Kennedy fou nomenat parlamentari de l'any gràcies a l'oposició a la guerra. A les eleccions de 2005 van obtenir el 22,1% i 62 escons, el millor resultat fins aleshores, però exigiren un canvi en el sistema electoral perquè havien obtingut vora la quarta part dels vots i només una desena part dels escons. L'elecció de David Cameron com a cap conservador, més carismàtic, i els problemes amb l'alcohol de Kennedy el van fer dimitir el 2006. Fou elegit cap del partit sir Menzies Campbell, però no va poder aturar la caiguda en intenció de vots en eleccions parcials i el 2007 va dimitir.
Nick Clegg, diputat per Midlands va agafar les regnes del partit en 2007 i en les eleccions generals de 2010, en les què els liberal demòcrates van seguir perdent escons, els Conservadors van obtenir la major part de representants però no la majoria absoluta i el partit va exercir com a soci menor en un govern de coalició amb el Partit Conservador encapçalat per David Cameron fins al 2015 amb Nick Clegg com a viceprimer ministre. Va formar govern de coalició amb els laboristes escocesos a l'executiu escocès del 1999 al 2007 i amb Welsh Labor al govern gal·lès del 2000 al 2003 i del 2016 al 2021. A les eleccions generals de 2015, els liberals demòcrates van perdre 49 escons, reduint el partit a vuit escons a la Cambra dels Comuns, i Clegg va presentar la dimissió com a líder del partit i el partit escollí Tim Farron com a successor. Tim Farron deixà el càrrec en 2017 per la dificultat de compatibilitzar la política amb les seves creences cristianes tot i millorar els resultats en les eleccions generals del Regne Unit de 2017.
Vince Cable fou escollit líder del partit en juliol de 2017 i el maig del 2019, els liberal demòcrates van aconseguir el seu millor rendiment electoral des del 2010, guanyant 15 escons a les Eleccions al Parlament Europeu del 2019. Tot seguit Cable va anunciar la seva decisió de jubilar-se com a polític i dimití com a líder el 22 de juliol del 2019. Ed Davey es va presentar sense èxit contra Jo Swinson en unes eleccions de lideratge i després que Swinson perdés el seu escó a les eleccions generals de 2019, en les que els liberal demòcrates van obtenir amb l'11,2% i una pujada del 4,1% i els conservadors aconseguiren la major victòria des de la dècada de 1980. Davey, tot i que continuava sent líder adjunt, va exercir com a líder interí al costat dels presidents demòcrates liberals, Sal Brinton i Mark Pack entre desembre de 2019 i agost de 2020. Davey es va presentar a les eleccions de lideratge del 2020, en què va derrotar a Layla Moran amb el 63,5% dels vots.
A les eleccions locals del 2023 i 2024 els Liberal Demòcrates van obtenir guanys significatius, i a les eleccions al Parlament del Regne Unit de 2024 van obtenir 71 escons, superant el seu màxim històric anterior de 2005.

## Resultats electorals
| Any  | Líder           | Vots      | Vots | Escons   | Escons | Escons | Pos. | Govern                 | Ref    |
| Any  | Líder           | No.       | %    | No.      | ±      | %      | Pos. | Govern                 | Ref    |
| ---- | --------------- | --------- | ---- | -------- | ------ | ------ | ---- | ---------------------- | ------ |
| 1992 | Paddy Ashdown   | 5,999,606 | 17.8 | 20 / 650 | 2      | 3.1    | = 3r | Oposició               | [ 15 ] |
| 1997 | Paddy Ashdown   | 5,242,947 | 16.8 | 46 / 659 | 28     | 7.0    | = 3r | Oposició               | [ 16 ] |
| 2001 | Charles Kennedy | 4,814,321 | 18.3 | 52 / 659 | 6      | 7.9    | = 3r | Oposició               | [ 17 ] |
| 2005 | Charles Kennedy | 5,985,454 | 22.0 | 62 / 646 | 11     | 9.6    | = 3r | Oposició               | [ 18 ] |
| 2010 | Nick Clegg      | 6,836,248 | 23.0 | 57 / 650 | 5      | 8.8    | = 3r | Coalició (CON-Libdems) | [ 19 ] |
| 2015 | Nick Clegg      | 2,415,862 | 7.9  | 8 / 650  | 49     | 1.2    | 4t   | Oposició               | [ 20 ] |
| 2017 | Tim Farron      | 2,371,861 | 7.4  | 12 / 650 | 4      | 1.8    | = 4t | Oposició               | [ 21 ] |
| 2019 | Jo Swinson      | 3,696,419 | 11.5 | 11 / 650 | 1      | 1.7    | = 4t | Oposició               | [ 22 ] |
| 2024 | Ed Davey        | 3,519,199 | 12.2 | 72 / 650 | 61     | 11.1   | 3r   | Oposició               |        |

### Parlament Europeu
| Any  | Líders          | Vots      | Vots | Escons  | Escons | Pos. |
| Any  | Líders          | No.       | %    | No.     | ±      | Pos. |
| ---- | --------------- | --------- | ---- | ------- | ------ | ---- |
| 1989 | Paddy Ashdown   | 944,861   | 5.9  | 0 / 81  | =      | 4t   |
| 1994 | Paddy Ashdown   | 2,591,659 | 16.1 | 2 / 81  | 2      | 3r   |
| 1999 | Paddy Ashdown   | 1,266,549 | 11.9 | 10 / 81 | 8      | = 3r |
| 2004 | Charles Kennedy | 2,452,327 | 14.4 | 12 / 78 | 2      | 4t   |
| 2009 | Nick Clegg      | 2,080,613 | 13.3 | 11 / 72 | 1      | = 4t |
| 2014 | Nick Clegg      | 1,087,633 | 6.6  | 1 / 73  | 10     | 6è   |
| 2019 | Vince Cable     | 3,367,284 | 19.6 | 16 / 73 | 15     | 2n   |